# Río Cuarón

## Ríos Yabón y Cuarón
Los ríos Yabón y Cuarón están ubicados en el este de República Dominicana y tienen su origen en la Cordillera oriental.
El Yabón comparte divisorias de agua, en La cordillera septentrional, con las cuencas de los ríos Higuamo y Soco, lo que representa su complemento territorial para llegar hasta el Océano Atlántico.
Este río cuya cuenca mide 348 kilómetros cuadrados, corre paralelamente a esa División y desemboca en la Bahía de Samaná, cerca de la localidad de sabana de la Mar. El Cuarón por su parte posee una cuenca limitada de 52 kilómetros cuadrados.
- Datos: Q23776132